# Bayreuth Festspielhaus

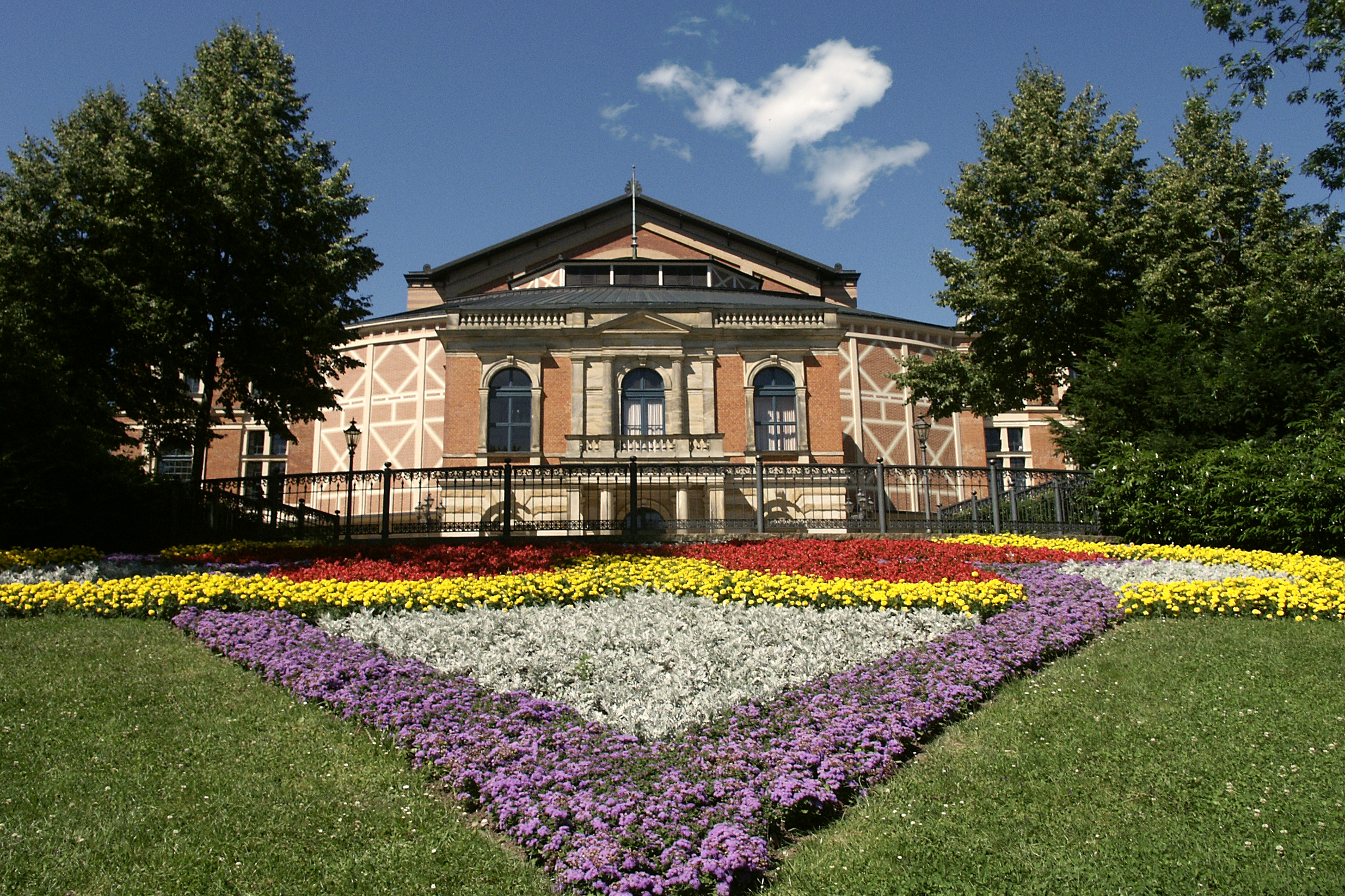
Bayreuth Festspielhaus

A Bayreuth Festspielhaus (Teatro do Festival de Bayreuth) ou Richard-Wagner-Festspielhaus é uma casa de ópera situada no norte de Bayreuth, Alemanha, usada principalmente para apresentações de óperas compositor alemão Richard Wagner. É a sede do Festival de Bayreuth e a meca dos wagnerianos.
Situa-se na "Colina Verde" em alemão:  Grüner Hügel (também chamada "Colina sagrada", pelo wagnerianos), em Bayreuth, na Baviera, e foi inaugurada em 1876. Concebida especialmente pelo compositor para a execução das suas obras, foi um projeto revolucionário.
Na inauguração, realizou-se a primeira apresentação integral da tetralogia O Anel do Nibelungo - Das Rheingold (O Ouro do Reno), Die Walküre (A Valquíria), Siegfried e Götterdämmerung (O Crepúsculo dos Deuses - de 13 a 17 de agosto de 1876, sendo que as duas últimas óperas em primeira audição mundial.
Parsifal foi apresentada em 26 de julho de 1882.
Essas duas obras ocupam um lugar particular em Bayreuth, pois o Festspielhaus foi construído para O Anel e Parsifal foi composta para o Festspielhaus. As cinco outras óperas de maturidade do compositor, criadas em teatros "tradicionais", entraram mais tarde para o repertório do Festival.

## A edificação

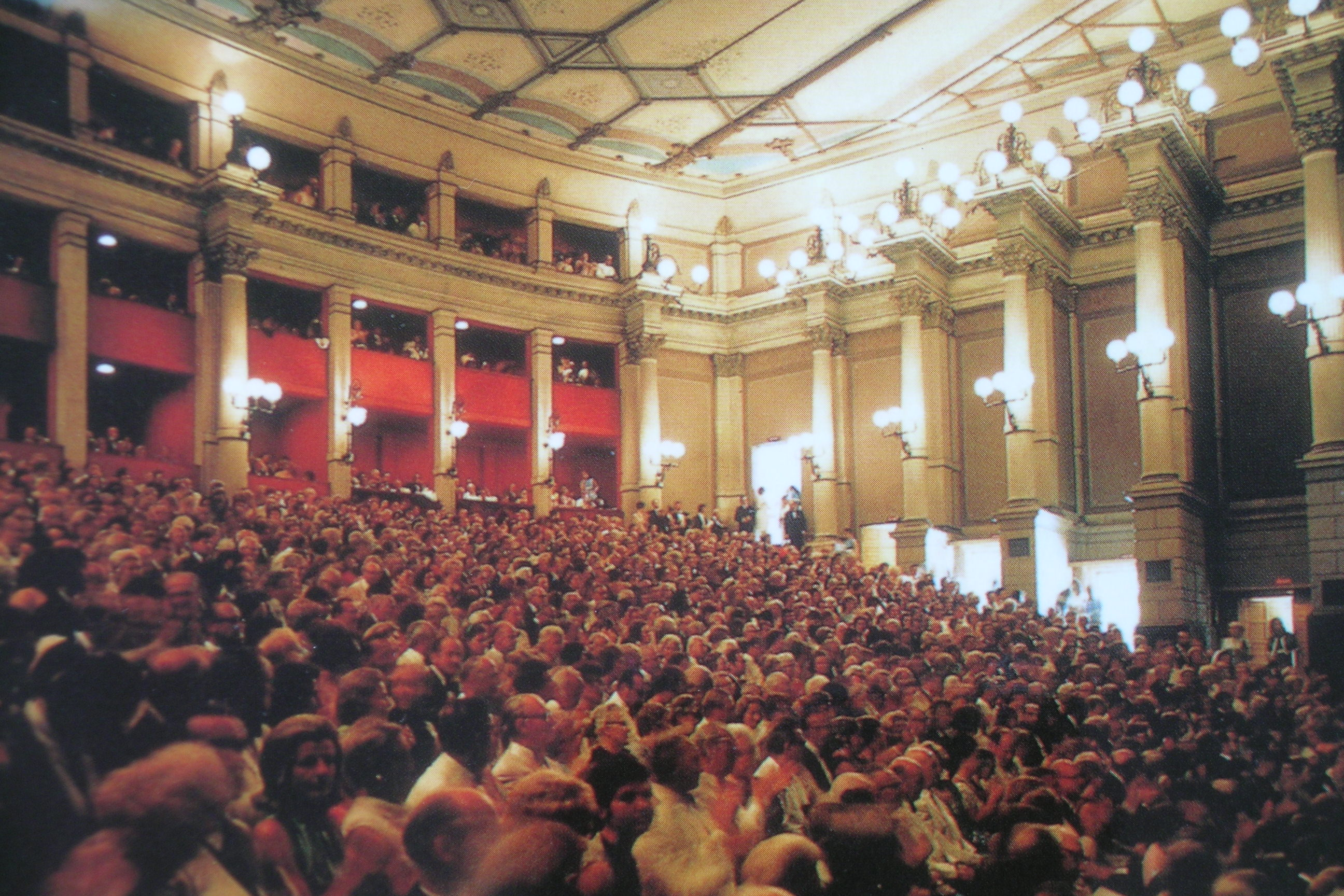
Sala da Bayreuth Festspielhaus, 2005

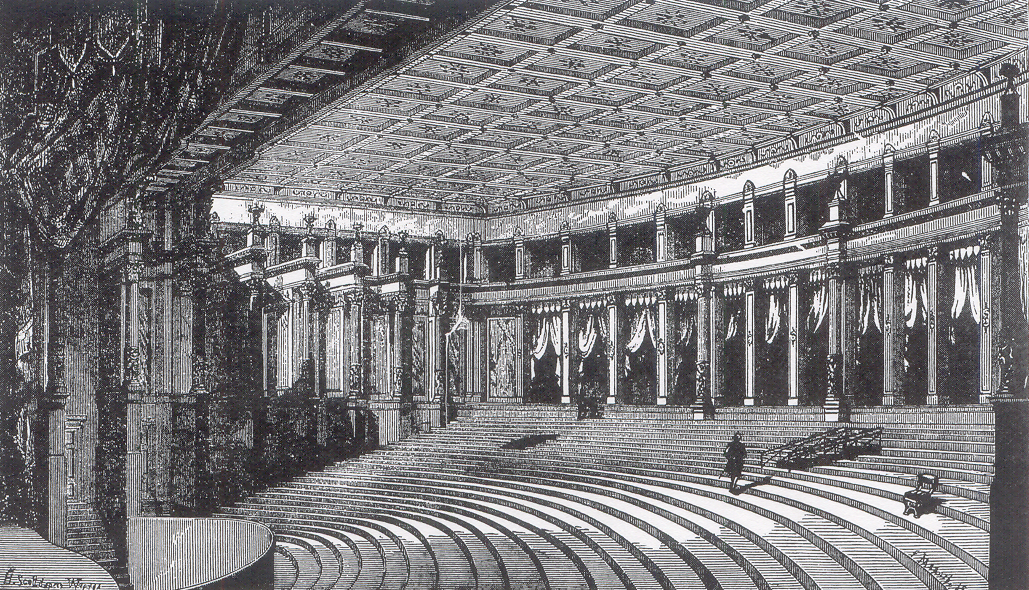
Vista interna do teatro, gravura de Édouard Schuré em Histoire du drame lyrique (1875)

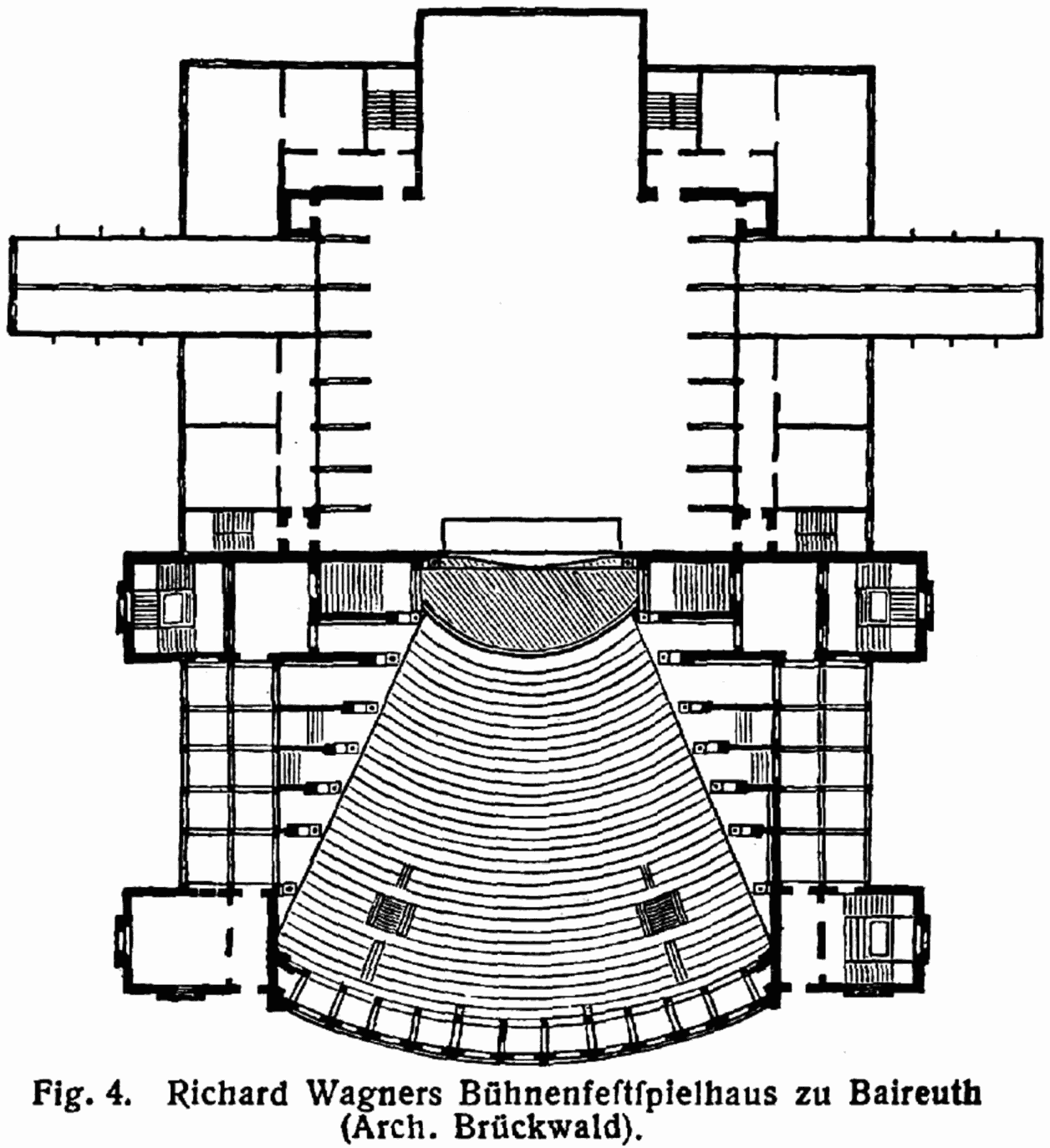
Planta da Bayreuth Festspielhaus

Para o seu teatro, Wagner adaptou um projeto abortado do grande arquiteto Gottfried Semper, originalmente proposto para uma sala de ópera em Munique- aliás, sem  a permissão do autor do projeto. A construção foi possível mediante uma doação de 100.000 taleres pelo rei Luís II da Baviera, protetor e mecenas de Wagner. Dom Pedro II, Imperador do Brasil, também contribuiu financeiramente para a construção e estava presente na inauguração realizada em 1876. Além do Imperador do Brasil, compareceram à inauguração o Kaiser Guilherme I,  Franz Liszt, Piotr Tschaikowski, Liev Tolstoi,  Friedrich Nietzsche
A pedra fundamental foi colocada em 22 de maio de 1872, numa colina ao norte de Bayreuth. Nas proximidades, foi construída também a Villa Wahnfried, destinada a Wagner e sua família.
Wagner imaginava que aquela seria uma sede provisória, a ser substituída futuramente por um verdadeiro Palácio dos Festivais. Isso explica a extrema simplicidade da construção, feita de tijolos, com estrutura de madeira.
Somente a fachada é decorada, no estilo do final do século XIX. Na entrada do edifício há um pórtico, sobre o qual uma fanfarra da orquestra executa leitmotive de óperas de Wagner ao fim de cada intervalo para chamar o público.
O teatro tem excelente acústica e capacidade para 1925 espectadores.
A mais famosa peculiaridade do Festspielhaus é o fosso da orquestra, que é coberto, sendo assim, totalmente invisível ao público. Esta foi uma ideia do próprio Wagner, para que o público prestasse atenção no drama no palco, sem se distrair com os movimentos do maestro e dos músicos. Todavia, a cobertura do fosso torna difícil a sincronia entre músicos e cantores. Por isso muitos maestros consideram que reger no festival seja um enorme desafio.
Em 1973, a Bayreuth Festspielhaus tornou-se propriedade da Richard-Wagner-Siftung Bayreuth ("Fundação Richard-Wagner de Bayreuth"), cuja sede fica na Villa Wahnfried.